# Omolicna brunnea
Omolicna brunnea är en insektsart som först beskrevs av Waldo Lee McAtee 1924.  Omolicna brunnea ingår i släktet Omolicna och familjen Derbidae. Inga underarter finns listade i Catalogue of Life.